# Bălășești, Criuleni
Bălășești este un sat din cadrul comunei Răculești din raionul Criuleni, Republica Moldova